# Enrico Rocchi
Enrico Rocchi (Roma, 1850 – Roma, 14 febbraio 1933) è stato un generale italiano.

## Biografia
Sottotenente del Genio nel 1874, frequentò successivamente la scuola di guerra. Divenuto tenente colonnello per meriti eccezionali, fu promosso colonnello nel 1902. Capo ufficio all'Ispettorato generale del genio, nel 1906 fu direttore del genio a Roma. Promosso maggior generale nel 1908, fu comandante territoriale del genio a Bologna e poi a Roma e nel 1910 passò nuovamente all'Ispettorato generale del genio. Inviato in Libia nel 1912 nell'ambito della Guerra italo-turca, fu collocato in ausiliaria quello stesso anno. Nel 1923 fu promosso generale di divisione nella riserva.
Fu autore di molti saggi ed articoli di carattere militare, e di una monumentale opera dedicata alla storia delle fortificazioni militari. Fu il principale progettista dei forti di seconda generazione, i cosiddetti "forti modello Rocchi" (es. forte Poerio a Gambarare di Mira nei pressi di Venezia, e forte San Marco nei pressi di Caprino Veronese).

## Opere
- Enrico Rocchi, Le fonti storiche dell'architettura militare, Roma, Officina Poligrafica editrice, 1908.